# Wereldkampioenschappen ijsspeedway individueel
Het wereldkampioenschap ijsspeedway individueel wordt sinds 1966 elk jaar georganiseerd door de Fédération Internationale de Motocyclisme (FIM). In de loop van deze jaren werd het kampioenschap gehouden in de Sovjet-Unie, later Rusland en Kazachstan; (West-)Duitsland, Zweden, Nederland, Noorwegen, Polen en Oostenrijk.
Van 1969 tot 1993 werd de titel besloten door een tweedaagse finale, behalve in 1969, 1970, 1972 en 1974, toen waren het eendaagse finales.
Van 1994 tot en met 2018 werd de titel besloten door een Grand Prix-reeks, behalve in 1997 en 2000, toen waren het tweedaagse finales in Assen.
In 2021 mogen de Russische ijsspeedway-coureurs meedoen aan het wereldkampioenschap onder neutrale vlag. Het WADA heeft Rusland voor twee jaar verbannen van het mondiale sporttoneel, vanwege geknoei met gegevens uit het Moskouse dopinglaboratorium. Dat houdt in dat de Russen onder meer niet welkom zijn op de Olympische (Winter) Spelen en WK's van internationale sportbonden die de WADA-code hebben ondertekend. De door WADA uitgesproken straf betekent niet dat er geen Russische sporters mogen deelnemen aan de Olympische (Winter) Spelen en WK's. Sporters die kunnen aantonen dat ze voldoende zijn getest op doping en niet bij eerdere dopingzaken betrokken waren en dus als 'schoon' kunnen worden aangemerkt, zouden onder neutrale vlag aan grote internationale sportevenementen kunnen deelnemen. Rusland mag ook geen grote sportevenementen organiseren zoals een WK of ander groot toernooi. Het heeft de FIM daarom maanden van onzekerheid en onderhandelingen gekost, maar uiteindelijk hebben de autoriteiten groen licht gegeven. Met behulp van lokale autoriteiten, nationale en internationale instanties werd er uiteindelijk een manier gevonden om het evenement door te laten gaan.
Kazachstan, Duitsland en Nederland moesten hun evenementen annuleren. Hierdoor blijft alleen het Anatoly Stepanov Stadion in Toljatti over als enige beschikbare locatie voor een tweedaags evenement.
De inschrijvingen zijn -bij monde van de FIM- toegewezen door de FIM Track Racing Commission met coureurs genomineerd door hun eigen bond.
De officiele verklaring namens de FIM luidt als volgt: Het Wereldantidopingagentschap (WADA) was van oordeel dat het handhaven van het FIM Ice Speedway Wereldkampioenschap in Toljatti (Rusland) gezien de huidige omstandigheden niet in strijd was met het CAS-besluit, voornamelijk gebaseerd op de extreme omstandigheden van de zaak, in het bijzonder gezien dat het FIM Ice Speedway Wereldkampioenschap over minder dan twee weken zal beginnen en dat er slechts een paar weken zijn verstreken sinds de publicatie van het CAS-besluit in de arbitragezaak WADA versus RUSADA.

## Medaillewinnaars + uitslagen Nederlanders
In de volgende tabel staat de lijst van de top drie en de prestatie van eventuele Nederlandse deelnemers.
| Jaar | Plaats(en)                                      | Goud                 | Zilver               | Brons                | Nederlanders |
| 1966 | Oefa 2x Moskou 2x                               | Gabdrachman Kadyrov  | Vyacheslav Dubinin   | Yuriy Dudorin        | |
| 1967 | Oefa 2x Moskou Leningrad                        | Boris Samorodov      | Vyacheslav Dubinin   | Vladimir Tsybrov     | |
| 1968 | Salavat 2x Oefa 2x                              | Gabdrachman Kadyrov  | Vladimir Tsybrov     | Boris Samorodov      | |
| 1969 | Inzell                                          | Gabdrachman Kadyrov  | Yuriy Lambrozhki     | Vladimir Tsybrov     | |
| 1970 | Nässjö                                          | Antonin Svab, Snr.   | Gabdrachman Kadyrov  | Kurt Westlund        | |
| 1971 | Inzell                                          | Gabdrachman Kadyrov  | Vladimir Zhezhuzhev  | Miroslav Spinka      | |
| 1972 | Nässjö                                          | Gabdrachman Kadyrov  | Antonin Svab, Snr.   | Vladimir Paznikov    | |
| 1973 | Inzell                                          | Gabdrachman Kadyrov  | Boris Samorodov      | Vladimir Paznikov    | |
| 1974 | Nässjö                                          | Miroslav Spinka      | Vladimir Tsybrov     | Gabdrachman Kadyrov  | |
| 1975 | Moskou                                          | Sergej Tarabanko     | Vladimir Tsybrov     | Sergey Kasakov       | 07e Roelof Thijs (17 pnt) |
| 1976 | Assen                                           | Sergej Tarabanko     | Miroslav Spinka      | Conny Samuelsson     | 12e Roelof Thijs (9 pnt) 15e Hank Jager (4 pnt) 19e Piet Seur (0 pnt)                                                                         |
| 1977 | Inzell                                          | Sergej Tarabanko     | Conny Samuelsson     | Zdenek Kudrna        | 08e Roelof Thijs (13 pnt) |
| 1978 | Assen                                           | Sergej Tarabanko     | Anatoliy Bondarenko  | Anatoliy Gladiyev    | 16e Roelof Thijs (2 pnt) |
| 1979 | Inzell                                          | Anatoliy Bondarenko  | Vladimir Lyubizh     | Zdenek Kudrna        | |
| 1980 | Kalinin                                         | Anatoliy Bondarenko  | Sergej Tarabanko     | Vladimir Suchov      | |
| 1981 | Assen                                           | Vladimir Lyubizh     | Vladimir Suchov      | Anatoliy Gladichev   | 10e Roelof Thijs (10 pnt) |
| 1982 | Inzell                                          | Sergey Kasakov       | Per-Olof Serenius    | Vladimir Subbotin    | 07e Roelof Thijs |
| 1983 | Eindhoven                                       | Sergey Kasakov       | Anatoliy Bondarenko  | Eric Stenlund        | 09e Roelof Thijs |
| 1984 | Moskou                                          | Eric Stenlund        | Vladimir Suchov      | Yuriy Ivanov         | 05e Roelof Thijs |
| 1985 | Assen                                           | Vladimir Suchov      | Jarmo Hirvasoja      | Yuriy Ivanov         | |
| 1986 | Stockholm                                       | Yuriy Ivanov         | Vladimir Suchov      | Eric Stenlund        | |
| 1987 | Berlijn                                         | Yuriy Ivanov         | Vladimir Suchov      | Vitaliy Ruskich      | |
| 1988 | Eindhoven                                       | Eric Stenlund        | Yuriy Ivanov         | Sergey Ivanov        | |
| 1989 | Alma-Ata                                        | Nikolay Nistzhenko   | Yuriy Ivanov         | Vladimir Suchov      | |
| 1990 | Göteborg                                        | Jarmo Hirvasoja      | Nikolay Nistzhenko   | Sergey Ivanov        | 16e Robert-Jan Munnecom (3 pnt) |
| 1991 | Assen                                           | Sergey Ivanov        | Per-Olof Serenius    | Michael Lang         | 14e Wiebe Vochteloo (4 pnt) |
| 1992 | Frankfurt                                       | Yuriy Ivanov         | Antonin Klatovsky    | Stefan Svensson      | 14e Robert-Jan Munnecom (8 pnt) |
| 1993 | Saransk                                         | Vladimir Fadeyev     | Aleksandr Balazhov   | Michael Lang         | 14e Anne van der Helm (7 pnt) |
| 1994 | Saransk Inzell Alma-Ata Assen Hamar             | Aleksandr Balazhov   | Per-Olof Serenius    | Vyacheslav Nikulin   | 10e Robert-Jan Munnecom |
| 1995 | Krasnogorsk Berlijn Warschau Assen 2x           | Per-Olof Serenius    | Aleksandr Balazhov   | Vyacheslav Nikulin   | 15e Robert-Jan Munnecom 20e Tjitte Bootsma |
| 1996 | Krasnogorsk Frankfurt Warschau Assen Hamar      | Aleksandr Balazhov   | Yuriy Polikarpov     | Vyacheslav Nikulin   | 20e Tjitte Bootsma |
| 1997 | Assen                                           | Kyril Drogalin       | Aleksandr Balazhov   | Jari Ahlbom          | 11e Tjitte Bootsma |
| 1998 | Krasnogorsk Saransk Inzell Berlijn Assen        | Aleksandr Balazhov   | Kyril Drogalin       | Vyacheslav Nikulin   | 14e Tjitte Bootsma |
| 1999 | Assen Saransk Krasnogorsk Inzell Assen Karlstad | Vladimir Fadeyev     | Aleksandr Balazhov   | Vyacheslav Nikulin   | 11e Tjitte Bootsma 19e Gerrit Rook |
| 2000 | Assen                                           | Kyril Drogalin       | Franz Zorn           | Vladimir Fadeyev     | 14e Tjitte Bootsma (7 pnt) |
| 2001 | Krasnogorsk Saransk Assen Berlijn               | Kyril Drogalin       | Vladimir Fadeyev     | Vyacheslav Nikulin   | 19e Tjitte Bootsma |
| 2002 | Jekaterinenburg Saransk Assen Inzell            | Per-Olof Serenius    | Vyacheslav Nikulin   | Yuri Polikarpov      | 16e Tjitte Bootsma |
| 2003 | Saransk Assen Berlijn                           | Vitali Chomitsevitsj | Günther Bauer        | Vladimir Lumpov      | 17e Johnny Tuinstra |
| 2004 | Krasnogorsk Oefa Assen Berlijn                  | Dmitri Boelankin     | Vitali Chomitsevitsj | Nikolai Krasnikov    | 19e Johnny Tuinstra 20e Tjitte Bootsma |
| 2005 | Saransk Assen Berlijn                           | Nikolai Krasnikov    | Vitali Chomitsevitsj | Ivan Ivanov          | 13e Johnny Tuinstra |
| 2006 | Saransk Assen                                   | Nikolai Krasnikov    | Yunir Bazeyev        | Mikhail Bogdanov     | 18e Johnny Tuinstra |
| 2007 | Oefa Assen Berlijn                              | Nikolai Krasnikov    | Vitali Chomitsevitsj | Ivan Ivanov          | 16e Johnny Tuinstra |
| 2008 | Saransk Assen Berlijn                           | Nikolai Krasnikov    | Vitali Chomitsevitsj | Franz Zorn           | 16e Johnny Tuinstra |
| 2009 | Krasnogorsk Oefa Berlijn Assen                  | Nikolai Krasnikov    | Daniil Ivanov        | Franz Zorn           | 13e Johnny Tuinstra 20e Sven Holstein |
| 2010 | Toljatti Saransk Innsbrück Assen Berlijn        | Nikolai Krasnikov    | Daniil Ivanov        | Dmitri Chomitsevitsj | 17e Sven Holstein 19e René Stellingwerf |
| 2011 | Krasnogorsk Toljatti Assen Inzell               | Nikolai Krasnikov    | Igor Kononov         | Daniil Ivanov        | 18e Johnny Tuinstra 21e René Stellingwerf |
| 2012 | Krasnogorsk Oefa Assen Uppsala                  | Nikolai Krasnikov    | Daniil Ivanov        | Dmitri Chomitsevitsj | 13e René Stellingwerf |
| 2013 | Krasnogorsk Toljatti Assen Inzell Uppsala       | Daniil Ivanov        | Dmitri Koltakov      | Dmitri Chomitsevitsj | 17e René Stellingwerf (15 pnt) 21e Sven Holstein (5 pnt) 28e Simon Reitsma (1 pnt) 29e Gerrit Oege Schukken (0 pnt)                           |
| 2014 | Krasnogorsk Blagovesjtsjensk Assen Inzell       | Daniil Ivanov        | Dmitri Koltakov      | Dmitri Chomitsevitsj | 16e René Stellingwerf (21 pnt) 20e Sven Holstein (10 pnt) 23e Dirk Werkman (9 pnt) 24e Simon Reitsma (3 pnt) 25e Gerrit Oege Schukken (3 pnt) |
| 2015 | Krasnogorsk Toljatti Alma-Ata Assen Inzell      | Dmitri Koltakov      | Daniil Ivanov        | Dmitri Chomitsevitsj | 24e Simon Reitsma (0 pnt) |
| 2016 | Krasnogorsk Alma-Ata Berlijn Assen Inzell       | Dmitri Chomitsevitsj | Dmitri Koltakov      | Daniil Ivanov        | 21e René Stellingwerf (2 pnt) 26e Simon Reitsma (0 pnt)                                                                                       |
| 2017 | Toljatti Sjadrinsk Alma-Ata Berlijn Heerenveen  | Dmitri Koltakov      | Igor Kononov         | Dmitri Chomitsevitsj | 22e Simon Reitsma (1 pnt) 23e Jasper Iwema (1 pnt) 28e Bart Schaap (0 pnt)                                                                    |
| 2018 | Astana Toljatti Berlijn Inzell Heerenveen       | Dmitri Koltakov      | Daniil Ivanov        | Dmitri Chomitsevitsj | 15e Jasper Iwema (23 pnt) 23e Bart Schaap (4 pnt) 25e Simon Reitsma (1 pnt) 27e Jimmy Tuinstra (0 pnt)                                        |
| 2019 | Alma-Ata Sjadrinsk Berlijn Inzell Heerenveen    | Daniil Ivanov        | Dmitri Koltakov      | Dinar Valeev         | 17e Jasper Iwema (16 pnt) 18e Jimmy Tuinstra (13 pnt) 22e Bart Schaap (7 pnt) 32e Simon Reitsma (0 pnt) 33e Niek Schaap (0 pnt)               |
| 2020 | Alma-Ata Toljatti Sjadrinsk Inzell* Heerenveen* | Daniil Ivanov        | Dmitri Chomitsevitsj | Dinar Valeev         | 17e Jasper Iwema (16 pnt) 18e Bart Schaap (6 pnt)                                                                                             |
| 2021 | Toljatti Berlijn*                               | Dinar Valeev         | Igor Kononov         | Dmitri Chomitsevitsj | 15e Jasper Iwema (5 pnt) |
| 2022 | Toljatti Inzell* Heerenveen                     | Martin Haarahiltunen | Johann Weber         | Nikita Bogdanov      | 7e Jasper Iwema (31 pnt) 27e Niek Schaap (2 pnt)                                                                                              |
| 2023 | Inzell Heerenveen*                              | Martin Haarahiltunen | Franz Zorn           | Harald Simon         | 17e Sebastian Reitsma (1 pnt) |
| 2024 | Inzell Heerenveen                               | Martin Haarahiltunen | Max Niedermaier      | Heikki Huusko        | 12e Jasper Iwema (21 pnt) 14e Sebastian Reitsma (10 pnt)                                                                                      |
| 2025 | Inzell Heerenveen                               | Martin Haarahiltunen | Niclas Svensson      | Max Koivula          | 4e Jasper Iwema (52 pnt) 12e Sebastiaan Reitsma (25 pnt) 18e Leon Kramer (4 pnt) 21e Niek Schaap (2 pnt)                                      |

* 2020: de wedstrijden in Inzell en Heerenveen werden vanwege de Coronapandemie afgelast.
* 2021: de wedstrijd in Berlijn werd vanwege de Coronapandemie afgelast.
* 2022: de wedstrijd in Inzell werd vanwege de Coronapandemie afgelast.
* 2023: de wedstrijd in Heerenveen werd vanwege de hoge energierprijzen afgelast.

## Medailleverdeling
Onderstaande klassementen zijn bijgewerkt tot en met het wereldkampioenschap van 2025.

#### Medaillespiegel per land
| Plaats | Land              | Goud | Zilver | Brons | Totaal |
| 1      | Rusland           | 26   | 24     | 22    | 72     |
| 2      | Sovjet-Unie       | 21   | 20     | 18    | 59     |
| 3      | Zweden            | 8    | 5      | 5     | 18     |
| 4      | Tsjecho-Slowakije | 2    | 3      | 3     | 8      |
| 5      | Finland           | 1    | 1      | 3     | 5      |
| 6      | Neutraal*         | 1    | 1      | 2     | 4      |
| 7      | GOS               | 1    | 0      | 0     | 1      |
| 8      | Duitsland         | 0    | 4      | 4     | 8      |
| 9      | Oostenrijk        | 0    | 2      | 3     | 5      |

*In 2021 mogen de Russische ijsspeedway-coureurs meedoen aan het wereldkampioenschap onder neutrale vlag, vanwege de uitspraak van het CAS over het Russische dopingschandaal.